# جون د. كلارك
جون د. كلارك (بالإنجليزية: John D. Clarke)‏ هو محامي وسياسي أمريكي، ولد في 15 يناير 1873 في هوبارت في الولايات المتحدة، وتوفي في 5 نوفمبر 1933 في قرية دلهي في الولايات المتحدة بسبب حادث مرور. حزبياً، نشط في الحزب الجمهوري. وقد انتخب عضو مجلس النواب الأمريكي.